# Pinball (Computerspiel)
Pinball (jap.: ピンボール, Hepburn: Pinbōru) ist ein Videospiel aus dem Jahr 1984, das von Nintendo entwickelt und erstmals am 2. Februar 1984 in Japan für den Nintendo Family Computer (Famicom) und am 18. Oktober 1985 in Nordamerika und am 1. September 1986 für das Nintendo Entertainment System (NES) veröffentlicht wurde. Das Spiel war einer der Launchtitel für das NES in Nordamerika.

## Spielprinzip
Der Spieler muss im Spiel die beiden Flipperarme geschickt einsetzen, um die Kugel so lange wie möglich im Spiel zu halten und dadurch möglichst hohe Highscores aufzustellen.
Das Spiel bietet zwei Schwierigkeitsgrade und Modi für den Einzel- und Zweispielermodus.